# リッチソン・シメオン
リッチソン・シメオン（Richson Simeon、1997年10月5日 - ）はマーシャル諸島の陸上競技選手、専門は短距離走。2016年のリオデジャネイロオリンピックに初出場した。元々オールラウンダーのスポーツ選手で、陸上競技はオリンピックに出場するにあたり始めたため、大会前まで陸上競技における記録を持っていなかった。

## 主な戦績
| 年   | 大会         | 開催地                       | 種目 | 順位         | 記録   | 備考     |
| ---- | ------------ | ---------------------------- | ---- | ------------ | ------ | -------- |
| 2016 | オリンピック | リオデジャネイロオリンピック | 100m | 予備予選敗退 | 11秒81 | 自己記録 |

## 記録
| 種目 | 記録   | 年月日        | 場所             | 備考 |
| ---- | ------ | ------------- | ---------------- | ---- |
| 100m | 11秒81 | 2016年8月13日 | リオデジャネイロ |      |